# Сара Хадланд
Сара Хадланд (на английски: Sarah Hadland) е английска актриса, известна с ролята си на Стиви Сътън в ситкома на BBC Two „Миранда“.

## Биография
Сара Хадланд е родена на 15 май 1971 г. в Лондон и започва да тренира танци на 3-годишна възраст. По време на образованието си в гимназията Уилмслоу в Чешър, се включва в аматьорската младежка група Scamps. След обучението си по театрално изкуство в Laine Theatre Arts College в Епсъм, на 19-годишна възраст започва театралната си кариера в мюзикъли като „Котки“ и „Брилянтин“ в лондонския „Уест Енд тиътър“.
След шест години се прехвърля в пътуващия театър, като играе в „Кой се страхува от Вирджиния Улф?“. По време на този период започва да работи като озвучаваща актриса, включително в ролите на бялото коте с писукащия глас в рекламата на Catsan и американската реклама на сърфистка за шампоаните VO5, в която казва: „Това е чудесно за моето тяло.“  По-късно озвучава видеоиграта за PlayStation 2, Dragon Quest VIII.